# Заря (Иркутская область)
Заря́ — упразднённый в 2024 году посёлок в Мамско-Чуйском районе Иркутской области России. Входил в Мамское городское поселение.

## География
Находится на левом берегу реки Витим, напротив рабочего посёлка Мама, на правом берегу устья реки Мама.

## История
Исключен из учётных данных в 2024 году.

## Население
| 2002 | 2010 | 2011 | 2012 | 2021 |
| ---- | ---- | ---- | ---- | ---- |
| 0    | →0   | →0   | →0   | →0   |